# Antonin Kornel Przedwojewski
Antonin Kornel Przedwojewski OFMCap (ur. w 1732, zm. 3 sierpnia 1793 roku w Warszawie) – polski duchowny rzymskokatolicki, kapucyn, biskup pomocniczy gnieźnieński, scholastyk gnieźnieński i łęczycki, kanonik łęczycki i gnieźnieński, dziekan kapituły łowickiej, proboszcz w Skierniewicach i Kępnie.

## Życiorys
Był kapelanem i teologiem hetmana wielkiego koronnego i poety Wacława Rzewuskiego. W latach 1754–1759 lektor studium zakonnego przy klasztorze kapucynów w Olesku. Autor Siedmiu kazań pokutnych, które też zamiast rozmyślania na siedem dni tygodnia przydatne być mogą, przez X. Antonina Kapucyna. Powstał jednak paszkwil, według którego kazania za o. Przedwojewskiego pisał Rzewuski.
19 września 1768 papież Klemens XIII prekonizował go biskupem pomocniczym gnieźnieńskim oraz biskupem in partibus infidelium bolineńskim. 23 października 1768 przyjął sakrę biskupią z rąk arcybiskupa gnieźnieńskiego Gabriela Podoskiego. Współkonsekratorami byli biskup płocki Hieronim Antoni Szeptycki oraz biskup koadiutor bakowski Ignacy Franciszek Ossoliński OFMConv.
W 1793 roku został kawalerem Orderu Świętego Stanisława.
Pochowany w kościele klasztornym Przemienienia Pańskiego w Warszawie.